# Corleone
Corleone (sicilijanski: Cunigghiuni) je malo naselje s oko 12 000 stanovnika na Siciliji u Italiji. Poznato je kao mjesto rođenja nekoliko mafijaša, pravih i izmišljenih.

## Zemljopis
Corleone se nalazi u pokrajini Palermo, 57 km od Palerma, 115 km od Agrigenta i 249 km od Catanije.

## Povijest
Mjestom su nekada dominirali Arapi, koji su mu dali ime Qurlayun. Kula pod imenom Saracena izgrađena u 11. ili 12. stoljeću još uvijek postoji. 
Corleone je zbog svoje lokacije često bio meta u sicilijskim ratovima. U 14. stoljeću postaje kraljevski posjed feudalca Federica Ventimiglije. U 15. i 16. stoljeću mjesto bilježi značajan demografski porast.
Neke od znamenitosti mjesta su crkva Bogorodice izgrađena u 14. stoljeću, crkva i samostan San Salvatore izgrađeni su 1737., a crkva Addolorata izgrađena je 1749. godine.

## Corleone danas
Mjesto je poznato po tome što je tamo rođen vođa mafije Salvatore Riina. Mafija je terorizirala naselje i okolicu desetljećima, a njen utjecaj počeo se zadnjih godina suzbijati.
11. travnja 2006. je poslije 40 godina traganja u blizini mjesta uhićen mafijaš Bernardo Provenzano (rođen 1933.), koji je smatran nasljednikom Salvatora Riina. Nakon toga je jedna od ulica u mjestu preimenovana u 11 Aprile. U mjestu također od 2001. postoji antimafijaški muzej.
Neki drugi poznati mafijaši iz mjesta su Michele Navarra, Luciano Leggio i Leoluca Bagarella.

## Corleone u popularnoj kulturi
U popularnoj kulturi mjesto je poznato po tome što je iz njega emigrirao Vito Andolini (kasnije Vito Corleone) u filmu „Kum“ i istoimenom romanu Marija Puza. U drugom dijelu „Kuma“ Vito kao i druge osobe u više navrata posjećuju Corleone.
Zanimljiv je podatak da su djed i baka Ala Pacina (koji glumi Michaela Corleonea u „Kumu“) emigrirali iz ovog mjesta u Ameriku.